# Váli Dezső
Váli Dezső (Budapest, 1942. október 2. –) Munkácsy Mihály-díjas magyar festőművész.

## Családja
Édesanyja Behyna Magda tanítónő, született 1919. január 16. Budapest, kormánykitüntetés 1953: Kiváló Tanító. Számtankönyvek szerzője. A Tankönyvkiadó felelős szerkesztőjeként ment nyugdíjba. Édesapja Váli Dezső, banktisztviselő, született 1900. augusztus 16., Szabadka - 1945. Szovjetunió, meghalt Szapahovában, hadifogságban.
Húga Váli Erzsébet született 1944. január 4. Budapest, kertésztechnikus, majd okleveles tanítónő, 1971-ben Salzburgba emigrált, ott benedekrendi apáca lett. 1990-ben hazatelepült, kolostort épített Kaposszentbenedeken, Kaposvár mellett.
Felesége dr. Jávor Kata született 1943. szeptember 4., Budapest, magyar-néprajz szakon végzett Debrecenben, néprajzos, 1968 óta a Magyar Tudományos Akadémia Néprajzi Kutató Intézet tudományos főmunkatársa, kandidátus. Házasságot kötöttek 1968. június 20.-án a tabáni római katolikus templomban.
Gyermekei: Zsófia, született 1975. február 9. és Miklós született 1982. augusztus 14., Budapest.
Három unokája van.

## Élete
Általános iskolai tanulmányait 1948-1949 között a Marczibányi téri francia tagozatos általános iskolában kezdte, ahol édesanyja is tanított. 1949-ben az iskola megszűnése miatt tanulmányait a budapesti XI. kerületi Bartók Béla úti Általános Iskolában folytatta. Itt 1951-ig tanult. Az általános iskola utolsó éveit 1951 és 1956 között a budapesti V. kerületi Irányi utcai Gyakorló Általános Iskolában fejezte be. Gimnáziumi tanulmányait 1956 és 1960 között Budapesten a József Attila Gimnáziumban végezte, orosz és német nyelvet tanult. 1960 és 1962 között a "Dési Huber" esti rajzkörbe járt. 1962 és 1967 között az Iparművészeti Főiskola, belsőépítész szakára járt, itt diplomázott. 1979-ben angol nyelvvizsgát tett.
1959-ben az iskolai szünetben az MTI fotóosztályán pár hétig segédmunkát végzett. 1960-ban a Kísérleti Nyomdaüzem (Budapest V. Reáltanoda u. Karbantartó műhely) segédmunkása. Egy évvel később ugyanott, csak másik másik telephelyen, (Budapest VI. Eötvös u-i szitanyomó műhely) dolgozott. Később az Állami Könyvterjesztő Vállalat, könyveladó tanulója. 1962-től fájós lába miatt áthelyezik a dekorációs részlegbe. Sikeres könyveladói vizsgát tett. 1962 június végéig dolgozott ott, ezután felvették a főiskolára. 1967 és 1968 között belsőépítészként dolgozott Finta József műtermében. 1968-tól egy éven át a hatórás munkaidő lehetőség miatt átment a Budapest XI. kerületi Közért Karbantartó és Szolgáltató Vállalathoz, belsőépítész tervezőnek. Kivitelezett tervei voltak: Édességbolt (Budapest VI. Lenin krt. 44.), Antikvárium (Budapest V. Ferenciek tere), Hanglemezbolt (Budapest VI. Andrássy út, az Írók Boltja mellett).
1969 októberétől szabadfoglalkozású festőművész. Az első években ösztöndíjakból és reklámgrafikai munkákból tartotta el magát, Muray Róbert grafikusnak dolgozott. 1972-ben egy lakberendezési cikksorozatot írt a Nők Lapjának, a Tanító folyóiratot illusztrálta, szakillusztrációkat készített a Tankönyvkiadó Vállalatnak. 1975 és 1977 között a Népművelési Intézetnek 12.000 parasztszoba fotót készített, S. Nagy Kata vezetésével. 1975-től négy éven át a zebegényi, Szőnyi István nyári képzőművészeti szabadiskolában tanított. 1977-től a festésből élt. 1991 és 1992 között a Képzőművészeti Főiskolán kurzust vezetett. 1992-ben a Mozgó Világ folyóiratban 10 képelemzés cikke jelent meg. 1994 és 1995 között adjunktus volt az Iparművészeti Főiskolán.

## Kiállításai

### Önálló kiállításai
- 1970 Budapest, Eötvös klub, külön terem, Németh Gézával és Péter Vladimirral, megnyitotta: Bálint Endre
- 1970 Budapest, Eötvös klub
- 1973 Budapest, Iparművészeti Főiskola
- 1974 Budapest, Fényes Adolf terem, megnyitotta: Németh Lajos
- 1975 Budapest, László Galéria, László gimnázium
- 1975 Budapest, Fiatal Művészek Klubja
- 1975 Budapest, Fiatal Művészek Klubja
- 1975 Budapest, Kassák Művelődési Ház, megnyitotta: Váli Dezső
- 1975 Budapest, Stúdió Galéria, megnyitotta: Dávid Kata
- 1976 Nyírbátor, Báthory István Múzeum, megnyitotta: Dévényi István
- 1976 Nagykálló, Művelődési Központ
- 1976 Vásárosnamény, Művelődési Központ
- 1978 Budapest, Nagy Balogh terem
- 1978 Derecske, Művelődési Központ, megnyitotta: Szabó Júlia
- 1978 Budapest, MNG. Fiatal Művészek Stúdió Jubileumi kiállítás
- 1978 Siófok, "Művészet a Művészetben"
- 1980 Budapest, Kisduna Galéria, megnyitotta: Szüts Miklós
- 1981 Budapest, Műcsarnok, gyűjteményes, megnyitotta: Váli Dezső, Frank János beteg lett
- 1982 Bukarest, "Négy magyar festő kiállítása"
- 1985 Balassagyarmat, Horváth Endre Galéria, megnyitotta: S. Nagy Kata
- 1985 Budapest, Csontváry Terem, megnyitotta: Dávid Kata
- 1985 Budapest, József Attila Művelődési Központ, megnyitotta: Gerencsér Ildikó igazgató
- 1985 Budapest, Rajk László koll., Közgazdasági Egyetem, megnyitotta: S. Nagy Kata
- 1987 Mór, Lamberg kastély, megnyitotta: Pogány Gábor
- 1987 Budapest, Ernst Múzeum, külön terem, megnyitotta: Spiró György
- 1987-1988 képei szétajándékozása
- 1989 Kecskemét, Cifra Palota, megnyitotta: Szüts Miklós
- 1990 Pannonhalma, Galéria a Fekete Krisztushoz, megnyitotta: Bánhegyi Miksa OSB
- 1990 Budapest, Ernst Múzeum, megnyitotta: Szüts Miklós
- 1992 Pannonhalma, Galéria a Fekete Krisztushoz, megnyitotta: Szüts Miklós
- 1992 Budapest, Balassi könyvesbolt / + C. Napló könyvpremier, megnyitotta: Esterházy Péter
- 1993 Csongrád, Csongrád Galéria, megnyitotta: Szüts Miklós
- 1993 Kecskemét, Fotográfiai Múzeum, Sáros Lászlóval, megnyitotta: Váli Dezső
- 1994 Budapest, Vízivárosi Galéria, Sáros Lászlóval, megnyitotta: Szüts Miklós
- 1994 Győr, Városi Művészeti Múzeum / állandó kamarakiállítás, megnyitotta: N. Mészáros Julianna múz. ig.
- 1995 Budapest, EVE ART Galéria, megnyitotta: Hidvégi Máté
- 1995 Esztergom, Európai Közép Galéria, Duna Múzeum, megnyitotta: Bognár Róbert
- 1996 Dunaszerdahely, Csallóközi Múzeum, Bela Kolcakova és Ignác Kolcakkal, megnyitotta: Mag Gyula múz. ig.
- 1997 Budapest, Ernst Múzeum, megnyitotta: Szüts Miklós
- 1997 Budapest, Műcsarnok, közös
- 1998 Tihany, Tihanyi Apátság, külön terem
- 1998 Szolnok, MOL Galéria, megnyitotta: Somogyi György műgyűjtő
- 1998 Róma, Magyar Akadémia, megnyitotta: Csorba László intézet ig.
- 1999 Debrecen, Kölcsey Városi Művelődési Központ, megnyitotta: Vajda Mária muzeológus
- 1999 Budapest, EVE ART Galéria, megnyitotta: Szüts Miklós
- 1999 Bárdudvarnok Kastély
- 2000 Budapest, Balassi könyvesbolt galériája / + CD-ROM premier, megnyitotta: Esterházy Péter
- 2001 Szeged, Karolina Iskola, Szegedi Iskolanővérek, megnyitotta: Büki János gimn. igazgató
- 2002 Budapest, Ernst Múzeum, gyűjteményes, megnyitotta: Szüts Miklós
- 2002 Kaposvár, Rippl-Rónai Múzeum, gyűjteményes, megnyitotta: Szüts Miklós
- 2003 Győr, Városi Műv. Múzeum, Esterházy-palota, gyűjteményes, megnyitotta: Dr. Nagy Miklós műgyűjtő
- 2003 Kecskemét, Cifrapalota, gyűjteményes, megnyitotta: Alföldi Róbert, a megyei közgyűlés elnöke
- 2003 Székesfehérvár, Csók István Képtár, "ÜRES TEREK", külön terem, megnyitotta Dr. Nagy Miklós
- 2006 Szolnok, Aba Novák terem, a Bélai gyűjtemény anyaga, rendezte és megnyitotta: Uhl Gabriella
- 2007 Budapest, Aulich Art Galéria, megnyitotta: Szüts Miklós
- 2008 Pannonhalma, Galéria a Fekete Krisztushoz, megnyitotta: Szüts Miklós
- 2008 Kecskemét, Magyar Fotográfiai Múzeum, "F. NAPLÓ", megnyitotta: Dr. Nagy Miklós
- 2008 Budapest, Godot Galéria. F. NAPLÓ, megnyitotta: Radnóti Sándor
- 2008 Budapest, Symbol Art Galéria / B. NAPLÓ bemutatója is, megnyitotta: Szabó T. Anna és Dragomán György
- 2010 Budapest, Belvedere Galéria: LÁTHATATLAN VÁLI-KÉPEK KÖZGYŰJTEMÉNYEKBŐL, megnyitotta: Szüts Miklós
- 2011 Győr, Napoleon Ház /Városi Művészeti Múzeum, megnyitó nincs
- 2012 Piliscsaba, PPKE Stephaneum, megnyitotta: Jelenits István
- 2013 Budapest, Vízivárosi Galéria, megnyitotta: Dr. Nagy Miklós
- 2013 Balatonboglár, evangélikus templom, Tenger és műterem, megnyitotta: Galambos Ádám

### Külföldi kiállításai
- 1975 Halle-Schkopau, NDK, Buna Werke meghívásában nemzetközi művésztelep zárókiállítása
- 1977 Halle-Schkopau, NDK, Buna Werke, két év után "az elkészült művek"
- 1978 Párizs, Salon des Indépendents, Grand Palais, Fiatal Képzőművészek Stúdió kiáll.
- 1979 Isztambul, Central de la Culture Kemal Atatürk, Fiatal Képzőműv. Stúdió kiáll.
- 1979 Lublin, Lengyelország, Majdanek múzeum, "Háborúellenes kiáll."
- 1979 Frankfurt, Magyar kiállítás, Jahrhundertshalle Hoechst
- 1979 Berlin, NDK, Magyar Kultúra Háza
- 1980 Wilhelmshaven, NSzK, Fiatal Képzőművészek Stúdió kiáll.
- 1980 Berlin, Magyar Intézet
- 1981 Párizs, Magyar Intézet
- 1982 Bukarest, Négy magyar festő kiáll.
- 1983 Róma, Magyar Intézet
- 1983 München-Gauting, magyar kiáll. a Műv. Minisztérium szervezésében
- 1984 Bécs, Magyar Intézet
- 1984 Besztercebánya, a Salgótarjáni Tavaszi Tárlat anyagából
- 1984 Párizs, magyar kiáll. Kádár János látogatása alkalmából, Pierre Chardin szervezésében
- 1985 Amszterdam, Bibliamúzeum: "Biblia a kortárs művészetben"
- 1986 Új-Kaledónia, Noumea, "1.st International Exhibition"
- 1987 Amszterdam, Christie's cég kiáll. + aukció
- 1989 Losonc, Dolny-Kubin, kiállítás
- 1990 Ystad, Svédország, Kulturcentrum Marsuinsholm I. 40 magyar festő
- 1994 Dunaszerdahely, Csallóközi Múzeum / +vándorkiállítás Szlovákiában
- 1996 Dunaszerdahely, Csallóközi Múzeum, önálló kiáll.
- 1998 Róma, Magyar Akadémia, önálló kiállítás
- 1998 Bukarest, az "Olaj / vászon" magyar kiállítás anyagából
- 1998 Ljubljana, az "Olaj / vászon" magyar kiállítás anyagából
- 1998 Chişinău, az "Olaj / vászon" magyar kiállítás anyagából
- 1999 Novi Sad, az "Olaj / vászon" magyar kiállítás anyagából
- 1999 Szkopje, az "Olaj / vászon" magyar kiállítás anyagából
- 1998 Stuttgart, Magyar Kulturális Központ
- 2000 Bécs, Katolikus Akadémia, magyar kiállítás a Collegium Hungaricum szervezésében
- 2003 Dunaszerdahely, Csallóközi Múzeum
- 2003 Lyon, Galerie Mathieu
- 2007 Sepsiszentgyörgy, Székely Nemzeti Múzeum Gyárfás Jenő Képtár

## Művei közgyűjteményekben

### Budapesten
- Fiatal Képzőművészek Stúdiója /1 db.
- Hadtudományi Könyvtár / Hadtudományi Múzeum tul. /2
- Kiscelli Kastély Múzeum, Bp. /13
- Kortárs Művészeti Múzeum, letét egyelőre /9
- Magyar Nemzeti Galéria /36
- Országos Széchényi Könyvtár /1
- Petőfi Irodalmi Múzeum / 2
- T-Art Alapítvány /1

### Vidéken
- Békéscsaba, Munkácsy Mihály Múzeum /1
- Esztergom, Balassa Bálint Múzeum /1
- Esztergom, Keresztény Múzeum /Dévényi Iván hagyatékból/ /1
- Debrecen, Déry Múzeum / 2
- Győr, Városi Művészeti Múzeum /13
- Győr, Patkó gyűjtemény /1
- Győr, Xantus János Múzeum /1
- Hódmezővásárhely, Tornyai Múzeum /2
- Kaposvár, Rippl Rónai Múzeum /11
- Kecskeméti Képtár, Cifra Palota /8
- Kecskemét, Magyar Fotográfiai Múzeum /30
- Miskolc, Herman Ottó Múzeum /4
- Pannonhalma, monostor /5
- Pécs, Janus Pannonium Múzeum /10
- Sárospatak, Római. kath. egyházműv. gyűjtemény /1
- Salgótarján, Nógrád Múzeum /13
- Székesfehérvár, Megyei Képtár /5
- Szeged, Móra Ferenc Múzeum /2
- Szentendre, Ferenczy István múz. /2
- Szentendre, megyei Múzeumig. /1
- Szolnok, Damjanich Múzeum /1
- Szombathelyi Képtár /6
- Várpalota, Városi Képzőműv. Gyűjtemény /1

## Ösztöndíjak, pályázatok, díjak, elismerések
- 1970 Fiatal Művészek Stúdió ösztöndíj; 3000 ft.
- 1970 Fiatal Művészek Stúdió ösztöndíj; 6000 ft.
- 1972 Fiatal Művészek Stúdió ösztöndíj; 3000 ft.
- 1972 Fiatal Művészek Stúdió ösztöndíj; 3000 ft., visszavonva jövedelemtúllépés miatt
- 1974 Fiatal Művészek Stúdió ösztöndíj; 6000 ft.
- 1975 Fiatal Művészek Stúdió ösztöndíj, visszavonva jövedelemtúllépés miatt
- 1975 Fiatal Művészek Klubja kiáll.; önálló kiállítást csinálhat náluk
- 1975 Alkotó Ifjúság, Kulturális Minisztérium pályázat, kollektív díj, Stúdiósok. Váli Dezső: 320 ft.
- 1976 Fiatal Művészek Stúdió ösztöndíj; 3000 ft.
- 1976 Fiatal Művészek Stúdió ösztöndíj, visszavonva jövedelemtúllépés miatt
- 1976 Studió 76, Műcsarnok, Művészeti Alap díja; 10.000 ft.
- 1977 Derkovits-ösztöndíj, 3 évre havi 3000 ft.
- 1977 Fiatal Művészek Stúdió, mozaikpályázat; 7000 ft.
- 1978 Szolnoki Festészeti Triennálé II. díj; 10.000 ft.
- 1981 norvég ösztöndíj; 1 hónapos kint tartózkodás
- 1981 Művészeti Minisztérium vázlatpályázat díja; 5000 ft.
- 1981 Művészeti Minisztérium vázlatpályázat díja; 12.000 ft.
- 1984 Művészeti Minisztérium. vázlatpályázat díja; 5000 ft.
- 1984 Salgótarján, Rajzbiennálé, Kritikusok díja; 10.000 ft.
- 1984 Debrecen, Országos Tárlat, Városi Tanács díja; 10.000 ft.
- 1985 Salgótarján, Tavaszi Tárlat, Balassagyarmat Városi Tanács díja; 10.000 ft.
- 1985 Szeged, II. Országos Festészeti Biennálé. Műv. Min. díja; 20.000 ft.
- 1985 Fotókiállítás, Gödöllő ; különdíj
- 1986 Művészeti Minisztérium. vázlatpályázat díja; 10.000 ft.
- 1986 Munkácsy Mihály-díj; 30.000 ft.
- 1989 Salgótarján, Tavaszi Tárlat, Balassagyarmati Tanács díja; 10.000 ft.
- 1989 Békéscsaba, XXVI. Alföldi Tárlat, Megyei Tanács díja; 15.000 ft.
- 1989 Szeged, Festészeti Biennálé, Képzőművészeti Lektorátus díja; 20.000 ft.
- 1990 Eötvös Alapítvány; 30.000 ft. a barcelonai Vuillard káll-ra utazáshoz
- 1990 Salgótarján, Tavaszi Tárlat
- 1991 Hódmezővásárhely, 38. Őszi Tárlat. Képzőművészeti Szövetség díja; 20.000 ft.
- 1991 először jelölik Kossuth-díjra
- 1992 Szeged, Nyári Tárlat, Szögart díja; 25.000 ft.
- 1993 Pollock-Krasner ösztöndíj, New York; 5000 $
- 1993 Hódmezővásárhely, 40. Őszi Tárlat, munkadíj; 5.000 ft., de nem küldték el.
- 1994 Szeged Táblaképfestészeti Triennálé, Nemzeti Kult. Alap díja; 75.000 ft.
- 1997 Pollock-Krasner ösztöndíj, New York; 10.000 $
- 1998 Debrecen XV. Országos Nyári Tárlat. MAOE és Magyar Képzőművészeti Szöv. megyei 70.000 ft.
- 1999 Hódmezővásárhely 46. Őszi Tárlat Burton-Apta kft. díja 83.333 ft
- 2000 Szeged VIII. Táblaképfest. Biennálé Duna-Tisza Regionális Fejl. Rt. díja 20.000 ft.
- 2000 Debrecen XVI. Országos Nyári Tárlat, Városi Önkormányzat díja 83.333 ft., nettó 50e
- 2004 Debrecen XVIII. Országos Nyári Tárlat, Debrecen Város díja 100e ft.
- 2005 Békéscsaba XXXIV. Alföldi Tárlat, Munkácsy Mihály Múzeum Hamilton Tőzsdeügynökség díja 200e ft
- 2007 Szeged XXXIV. Nyári Tárlat Duna-Tisza Regionális Fejlesztési Rt. díja 100.000 ft.
- 2011 Prima Primissima díj

## Végrendelete
"Én, alulírott Váli Dezső, ép elmével, világos tudattal és szabad elhatározásomból úgy rendelkezem, hogy halálom esetén nem kell csinálni semmit. Képeim szétszórva. Neten és CD-n minden munkám megnézhető. Minden jó helyen van ott, ahol van."